# Арси (провинция)

Арси на карте Эфиопии

Арси́ (амх. አርሲ) — одна из бывших провинций (с 1974 — регион) Эфиопии, со столицей в городе Асэлла. До 1976 года называлась Аруси. Провинция была включена в состав региона Оромия в статузе зоны после принятия новой Конституции в 1995 году. Название дано по народности, принадлежащей к народу оромо. Территория была завоёвана Эфиопией в 1880-е годы.
По данным 1970 года провинция Аруси имела следующее административное деление:
| Субпровинции                         | Районы |
| ------------------------------------ | --- |
| 1. Арба-Гугу (центр — Тынсаэ-Бырхан) | 1. Асэко (центр — Асеру) 2. Голельча (центр — Голельча) 3. Гуна (центр — Гуна) 4. Джэджу (центр — Агэрэ-Сисай) 5. Мэрте (центр — Тынсаэ-Бырхан) 6. Чолле (центр — Чолле) |
| 2. Тичо (центр — Тичо)               | 1. Амэнья (центр — Амэнья) 2. Роби (центр — Роби) 3. Серу (центр — Серу) 4. Суде (центр — Кула) 5. Тэнна (центр — Тичо) 6. Ширка (центр — Гобеса) |
| 3. Чиллало (центр — Асэлла)          | 1. Гэдэб (центр — Асаса) 2. Диглу и Тыджо (центр — Сагуре) 3. Додота (центр — Дэра) 4. Звай и Дугда (центр — Огольча) 5. Кофэле (центр — Кома) 6. Лиму и Бильбило (центр — Бэкоджи) 7. Мунеса (центр — Кэрса) 8. Сире (центр — Сире) 9. Тийо (центр — Асэлла) 10. Хетосса (центр — Ытэя) |